# Wild Wild Love
Wild Wild Love è un singolo del rapper statunitense Pitbull, registrato col gruppo statunitense G.R.L. e pubblicato nel 2014 come estratto dall'album Globalization.

## Tracce
1. Wild Wild Love (featuring G.R.L.) – 3:23

## Video musicale
Il video musicale è stato in parte girato presso la Playboy Mansion di Los Angeles e in parte presso Villa Vizcaya a Miami. Esso è stato pubblicato ufficialmente il 31 marzo 2014.

## Classifiche
| Classifica (2014) | Posizione massima |
| ----------------- | ----------------- |
| Australia         | 10                |
| Regno Unito       | 6                 |
| Stati Uniti       | 30                |